# Martín de Urzúa y Arizmendi
Martín de Ursúa (or Urzúa) y Arizmendi (22 de fevereiro de 1653 - 4 de fevereiro de 1715), Conde de Lizárraga e de Castillo, foi um conquistador basco espanhol na América Central durante o período colonial tardio da Nova Espanha. 

## Vida
Nascido em Olóriz, Navarra, ele é conhecido por liderar a força expedicionária de 1696-97 que resultou na queda do último reduto independente maia significativo, Nojpetén, localizado em uma ilha em Lago Petén Itzá na região norte da Bacia de Petén da atual Guatemala. Ele serviu como governador do Yucatán até 1708, quando foi nomeado governador-geral das Filipinas. Na altura em que foi nomeado para esse posto, foi feito cavaleiro da Ordem de Santiago. Ele morreu em Manila em 1715.
Ursúa chegou ao México por volta de 1680 e inicialmente atuou como advogado na Cidade do México até 1692. Ele usou esse período para consolidar relacionamentos com funcionários coloniais em Yucatán. Em 1692 ele foi nomeado governador de Yucatán, com seu mandato a começar em 1698. Em 1694 ele foi nomeado alcalde ordinario (um oficial colonial espanhol) da Cidade do México. Ursúa assumiu o cargo em Yucatán quatro anos antes do planejado, tornando-se governador interino em 17 de dezembro de 1694.